# 楮紙
楮紙是楮樹樹皮制成的纸。成都一帶的楮紙也是宋朝時的交子的印制材料。因而宋朝人經常將紙幣稱呼為楮幣、楮券。楮紙也是中國古代手工書寫紙的原材料之一。